# Henriette Wolters

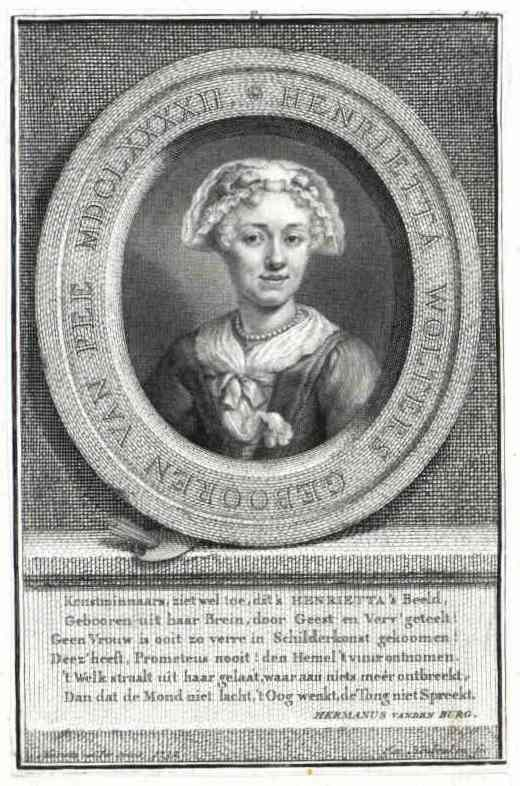
Henriette Wolters

Henriette Wolters geb. van Pee (* 5. Dezember 1692 in Amsterdam; † 3. Oktober 1741) war eine holländische Miniaturenmalerin.
Sie wurde von ihrem Vater, dem Maler Theodor van Pee (1668–1746) unterrichtet, obwohl er sie nicht zur Künstlerin heranbilden wollte.
Eine Kopie nach Adriaen van de Velde fand Bewunderung. Sie kopierte unter Anleitung des Malers Jakob Christoph Le Blon mehrere Porträts von A. van Dyck und anderen großen Meistern. Ganz kleine, von ihr gemalte Bildnisse wurden in Armbänder eingesetzt und mit 60 bis 400 fl. bezahlt.
Peter der Große und Friedrich Wilhelm von Preußen wollten sie zur Hofmalerin haben. Sie schlug jedoch auch die Besoldung von 6000 fl aus.
1719 heiratete sie den Maler Hermann Wolters (* 1682 in Zwolle; † um 1750–56), der bei Roelof Koets und ihrem Vater in die Lehre gegangen war. Wie Jan van Gool (1685–1763) berichtete, malte er Porträts und verschiedene Darstellungen Grau in Grau.